# Salvelinus taranetzi
Salvelinus taranetzi är en fiskart som beskrevs av Kaganowsky, 1955. Salvelinus taranetzi ingår i släktet Salvelinus och familjen laxfiskar. Inga underarter finns listade i Catalogue of Life.